# 10. strelska divizija (ZSSR)
Za druge 10. divizije glejte 10. divizija.
10. strelska divizija je bila strelska divizija v sestavi Rdeče armade med drugo svetovno vojno.

## Zgodovina
Divizija je bila ustanovljena pozno novembra 1939. Pozneje je bila prestavljena na zahodno mejo Sovjetske zveze, kjer je dočakala drugo svetovno vojno.
V bitki za trdnjavo Osovec, kjer je bila večina divizije nastanjena, je bila v mesecu bojevanja skoraj popolnoma uničena in nato razpuščena.

## Organizacija
- štab
- 62. strelski polk
- 98. strelski polk
- 204. strelski polk
- 30. artilerijski polk
- 140. havbični artilerijski polk

## Poveljstvo
- generalmajor Ivan Ivanovič Fadejev (23. avgust 1939-18. september 1941)
- generalmajor Mihael Pavlovič Duhanov (19. september-26. september 1941)
- polkovnik I. D. Romancov (27. september 1941-12. februar 1943)
- polkovnik A. F. Mahošin (16. februar - 11. junij 1943)
- generalmajor Ivan Mihajlovič Platov (17. junij - 25. november 1944)
- polkovnik M. F. Fjodorov (26. november 1944-6. marec 1945)
- polkovnik M. J. Mones (7. marec - 9. maj 1945)